# Digitale Verwaltung Schweiz
Die Organisation Digitale Verwaltung Schweiz (DVS) ist mit der Gestaltung der strategischen Steuerung und Koordination der Digitalisierungsaktivitäten von Bund, Kantonen und Gemeinden beauftragt.

## Geschichte
Die DVS ist am 1. Januar 2022 durch Zusammenschluss der beiden Organisationen Schweizerische Informatikkonferenz (SIK) und E-Government Schweiz entstanden. Ab dem Gründungstag übernahm die DVS mehrheitlich die Aufgaben der SIK sowie vollständig die operativen Tätigkeiten von E-Government Schweiz. Seit der Auflösung der SIK am 6. September 2024 übernimmt die DVS alle Aufgaben der SIK.

## Organisation
Die DVS besteht aus:
- dem politischen Führungsgremium
- dem operativen Führungsgremium
- der Delegiertenversammlung
- dem Beauftragten von Bund und Kantonen für die Digitale Verwaltung Schweiz (vom Bundesrat und von der Konferenz der Kantonsregierungen (KdK) gemeinsam ernannt)
- der Geschäftsstelle

Die DVS kann Arbeitsgruppen einsetzen und Dialoge organisieren sowie Projekte an die Hand nehmen. Der Schweizerische Städteverband (SSV) und der Schweizerische Gemeindeverband (SGV) unterstützen die DVS als Partner. Die Gemeinden können sich auf einzelvertraglicher Basis direkt an der Organisation DVS beteiligen.

## Zweck und Aufgaben
Die DVS fördert die digitale Transformation der Verwaltungen in der Schweiz namentlich durch die Entwicklung von Standards und als politische Plattform (politische Plattform mit Standardentwicklung) und gibt Empfehlungen ab.
Die DVS fördert den Austausch und die Koordination bei Projekten auf Bundes- und interkantonaler Ebene im Bereich der digitalen Transformation der Verwaltung und arbeitet mit Fachorganisationen, insbesondere mit dem Verein eCH, der Firma eOperations Schweiz und der Fachgruppe E-Government der Schweizerischen Staatsschreiberkonferenz, zusammen.